# Селигер (форум)
«Селигер» — всероссийский молодёжный образовательный форум, существовавший в России по инициативе молодёжного движения «Наши» и Федерального агентства по делам молодёжи «Росмолодёжь» в период 2005—2014 годах на озере Селигер в Тверской области, близ города Осташков (в 370 км от Москвы).
В 2016—2018 годах зимой с марта по апрель на его месте проходил арктический молодёжный форум «Арктика—Сделано в России».
С 2015 года его преемником стал новый форум, организованный Федеральным агентством по делам молодёжи «Росмолодёжь» на новой площадке, с новым названием «Территория смыслов».

## История
Эмблемой Форума Селигер являлся смайлик в красной пилотке флага движения «Наши».

Эмблема форума Селигер, смайлик в красной пилотке флага движения «Наши»

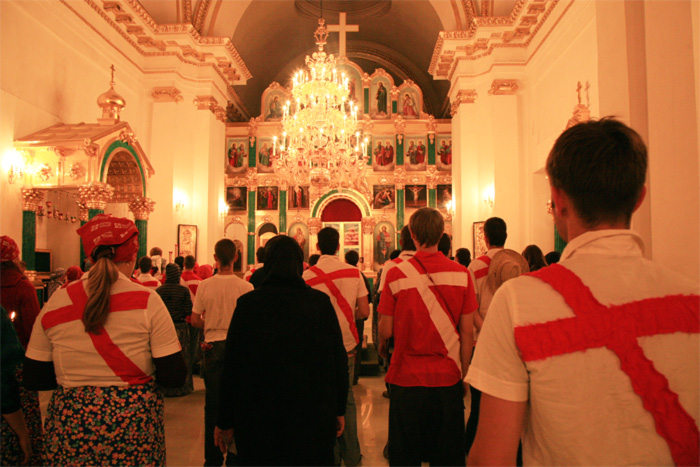
Активисты и комиссары движения «Наши» в Нило-Столобенской пустыни

В 2000—2005 годах первыми участниками этой площадки были активисты молодёжного движения «Идущие вместе».
В 2005—2008 годах закрытый комиссарский лагерь молодёжного движения «Наши», для активистов и комиссаров движения. В 2005 году в нём участвовало около трёх тысяч участников.
Лагерь проходил в одну смену в течение двух недель и был разбит на следующие направления движения: экономическое, социальное, туристическое, массовые акции. В лагере собирались комиссары и активисты движения «Наши» со всех региональных и городских отделений, делились своим опытом, проходили идеологическую и спортивную подготовку. Отработка приёмов и ведения массовых акций, социальной работы. Фактически лагерь был тренировочной базой для подготовки будущих комиссаров движения. Образовательную программу проводил Национальный институт «Высшая школа управления» (ВШУ) при движении «Наши», обучение в котором проходили комиссары и активисты движения.
В 2009 году в рамках Года молодёжи комиссарский лагерь «Селигер» был реорганизован в образовательный форум и открыт для всей активной и талантливой молодёжи. Образовательную программу для участников форума представлял Московский государственный гуманитарный университет имени М. А. Шолохова.
В 2013 году с 17 по 19 мая на форуме «Селигер» прошёл VI съезд движения «Наши» под руководством основателя движения Василия Якеменко. Комиссары новой волны под руководством руководителя центрального аппарата Артура Омарова и бывшего пресс-секретаря движения Кристины Потупчик отказались от участия в майском съезде Василия Якеменко, декларировавшим участие в несистемной оппозиции.
В 2015 году Федеральное агентство по делам молодёжи «Росмолодёжь», под управлением сопредседателя Молодой Гвардии Сергея Поспелова, отказалось от проведения форума, основанного в 2005 году молодёжным движением «Наши». Сам глава Сергей Поспелов сообщил, что площадка будет переименована в «Форум парк» для молодёжи Центрального федерального округа, однако новый форум прошёл на новой площадке, на территории Камешковского района Владимирской области, близ реки Клязьма, с 13 июля по 28 августа, под новым названием «Территория смыслов».

### Финансирование
Форум финансируется как из бюджета России в лице ФАДМ «Росмолодёжь», так и за счёт частных пожертвований. Бюджетные расходы с 2007 по 2010 годы выросли с 1,5 млн рублей до более чем 100 млн руб. В 2011 бюджетная часть финансирования составит не менее 178 млн рублей. Согласно данным заместителя главы Росмолодёжи Сергея Белоконева, на проведение форума в 2012 году из государственного бюджета выделено более 200 млн рублей.
Среди партнёров и спонсоров форума «Селигер» в 2010 году были крупные западные компании. Mercedes-Benz безвозмездно выделяла автомобили, Tupperware раздавала коробки для ланча и бокалы, а Intel обеспечила организаторов компьютерами. Компания Panasonic предложила участникам форума гранты. Трое участников форума 2012 года также получили гранты по 100 000 рублей.
Другой статьёй дохода Форума являются организационные взносы за участие. Так, в 2014 г. размер организационного взноса составил 2200 рублей, которые участник оплачивает из собственного кармана, если ВУЗ не направляет такого участника.

## Руководство форума

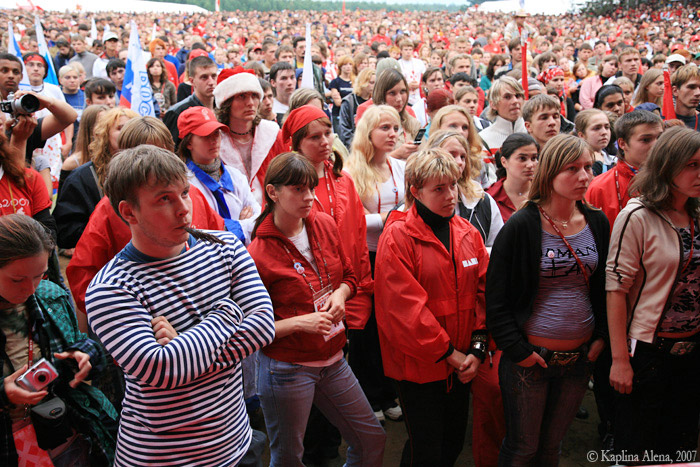
Сбор у главной сцены

- 2005—2007 гг. — Директор Форума — Валерий Гогаладзе — Федеральный руководитель проекта туризм — Наш туризм/территория.
- 2008—2010 гг. — Директор Форума — Илья Костунов — Федеральный руководитель проекта КМС Кадры для модернизации страны (комиссар движения «Наши»).
- 2011—2012 гг. — Директор Форума — Алексей Волохов, замглавы ФАДМ (Росмолодёжь) (комиссар движения «Наши»).
- 2013—2014 гг. — Директор Форума — Сергей Чуев, замглавы ФАДМ (Росмолодёжь).

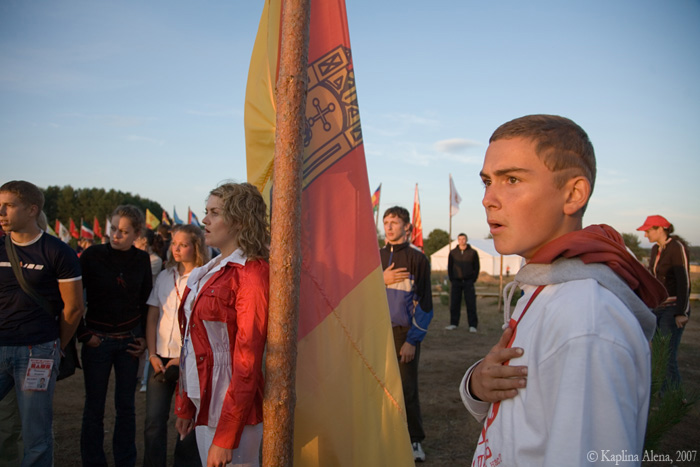
Пение гимна. На фото федеральный руководитель программы «Ты предприниматель», комиссар Елена Бочерова

### Гимн и девиз форума
Песня «Кто если не мы» — изначально являлась гимном и девизом одного из проектов движения «Наши», проект «КМС-Кадры для модернизации страны». С 2009 года в рамках года молодёжи, когда форум впервые был открыт для всех, эта песня прочно закрепилась среди участников как гимн форума Селигер.

### Образование
Форум являлся образовательным лагерем, образовательную деятельность осуществляли «Российский государственный педагогический университет им. А. И. Герцена», Московский государственный гуманитарный университет МГГУ им. Шолохова и ВШУ- Высшая школа управления.

## Деятельность

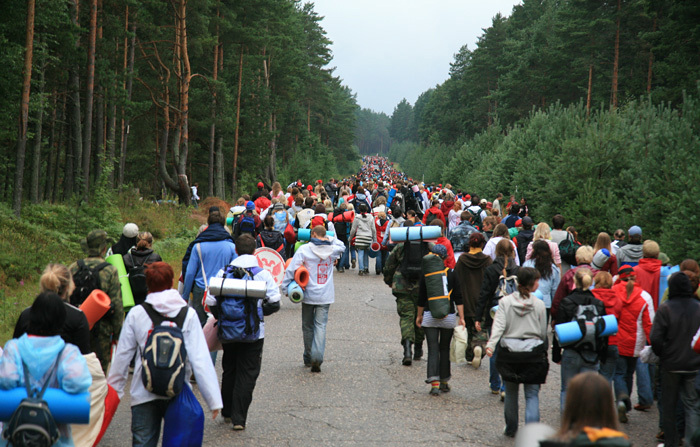
массовый туристический поход участников Селигер

В 2009 году Форум «Селигер 2009» рамках Федеральной программы «Года молодёжи», форум был открыт для всей активной и талантливой молодёжи. В 2009 году в форуме приняло участие около 50 000 молодых людей, которые прошли образовательную программу, а также встретились с экспертами, представителями власти и бизнеса. Форум 2009 года был включён правительством в план мероприятий «Года молодёжи» в России. На форуме проходит восемь тематических смен: техническое творчество и инновации — (Зворыкинский проект), молодёжное предпринимательство — (Ты предприниматель), толерантность — (Россия для всех), журналистика — (Информационный поток), национальный туризм — (Территория), политика — (Лидерство), волонтёрство -(Технология добра), творчество — (Артпарад), Православие — (Православие). На смене «Арт Парад» → форум посетил премьер-министр России Владимир Путин, на смене «Лидерство» смену посетили Вячеслав Володин, Андрей Воробьёв.
В 2010 году Форум «Селигер 2010» отказался от смены «Православие» и туристической смены туризма «Территория», но открыл три новые смены: международная «INTERSELIGER», смена фитнеса «БЕГИ ЗА МНОЙ» и смена молодых участников по реформированию ЖКХ «ВСЕ ДОМА». На международной смене побывали представители 89 стран мира. На смене (ЛИДЕРСТВО) новый проект движения «Наши-2.0» представил новою свою программу борьбы с хамством на дорогах — СтопХам. Гостями форума-2010 были Президент РФ Дмитрий Медведев, Виталий Мутко, Рашид Нургалиев, Владимир Чуров, Геннадий Онищенко, Андрей Турчак, Юнус-Бек Евкуров, Дмитрий Зеленин, Никас Сафронов, Кирилл Разлогов, Евгений Евтушенко, Михаил Прохоров.
В этом году на форуме Селигер впервые произошла трагедия, утонул один из участников форума 21 летний студент второго курса МАИ.
Массовый разворот домой
В 2010 году смена (политика) стала самой массовой за всю историю форума. Автобусы с привезенных с ними участниками разворачивали назад, те кто оставался, жили в лесу целыми делегациями за территорией форума. Это было связано с тем что представители региональных штабов форума, состоявших из представителей местной администрации, игнорируя правила, привозили участников без именных приглашений, у большинства из которых не было своего проекта.
Акция «Здесь вам не рады»
На форуме-2010 на смене «Лидерство» была размещена инсталляция «Здесь вам не рады» из насаженных на палки голов манекенов нескольких общественно-политических деятелей (Людмилы Алексеевой, Кондолизы Райс, Михаила Саакашвили, Николая Сванидзе, Юрия Шевчука, Эдуарда Лимонова, Бориса Немцова, Михаила Ходорковского, Виктора Ющенко, Марта Лаара и др., а также кинорежиссёра Квентина Тарантино) в фуражках с нацистской символикой. Инсталляция была создана одним из проектов НАШИХ «движением СТАЛЬ». Лидер проекта «Сталь» отметил: «среди участников этой инсталляции персонажи, которые фальсифицируют историю России, поддерживают фашистов и желают развала нашей страны»; «задача инсталляции — проинформировать участников форума об антироссийских высказываниях и поступках отдельных политических деятелей». Людмила Алексеева и Николай Сванидзе отозвались об этой акции резко отрицательно, но оба не подавали в суд. По поводу Сванидзе лидером «Стали» было позднее отмечено, что «неустановленным лицом была осуществлена провокация в отношении Сванидзе, несанкционированно добавленного в экспозицию»; на это Сванидзе ответил: «Если меня обгадили случайно, мне от этого не легче». Критику в адрес акции высказали, в частности, Владимир Лукин и Элла Памфилова.
В 2011 году Форум «Селигер 2011» возглавил новый руководитель Алексей Волохов, сменивший на этом посту комиссара движения Наши Илью Костунова. Открыта новая смена «Молодёжные правительства», смена «Лидерство» преобразована в смену «Политика». 2 июля в (21.00) девятом часу вечера на форум обрушился мощный ураган, была нарушена мобильная и интернет связь, ураган повалил три десятка деревьев, повредил электропроводку и шатры. Участникам форума была оказана медицинская помощь.
В 2012 году Форум «Селигер 2012» образовательную программу форума готовил Московский финансово-промышленный университет «Синергия», который так же готовил выпуски собственных передач на форуме «Синергия ТВ». Форум совместно с «Российским студенческим отрядом» запустил новую смену «Молодые строители». На Селигере состоялась международная конференция с участниками Международной смены. В рамках смены «Предпринимательство» специалисты различных уровней читали лекции и отвечали на вопросы: это были, прежде всего, преподаватели из различных вузов, они рассматривали вопросы построения компании и построение бизнес-моделей. Опытом делились также представители финансовых компаний, владельцы собственных бизнесов.
C 25 июля по 2 августа 2012 г., прошла политическая смена «Политика», которая впервые проходила без идеологической направленности движения Наши, под руководством оппозиционера-блогера Дмитрия Терновского. На форуме приняли участие оппозиционные политические организации: РосЯма, РосПил, Левый фронт. 28 июля на тротуарах форума в 7 утра обнаружилась надпись: «Путин, уйди сам».
Гостем форума стал сам Путин.
В 2013 году в рамках Форума «Селигер 2013» впервые проведена смена «Гражданский форум», которую возглавил бывший председатель комитета по молодёжной политике Ростовской области Сергей Чуев. На Гражданском форуме были проведены новые смены: «Казачья молодёжь» и «Патриотические клубы России».
Директор Гражданского форума Селигер-2013 Сергей Чуев в сентябре возглавил федеральное государственное бюджетное учреждение «Российский центр гражданского и патриотического воспитания детей и молодёжи» (ФГБУ «Роспатриотцентр»).
Гостями форума «Селигер-2013» стали Президент РФ Владимир Путин, Владимир Пучков, Владимир Чуров, Владимир Жириновский, Николай Стариков, Евгений Федоров, Игорь Угольников, Костя Цзю, руководители ДОСААФ России.
По окончании форума «Селигер-2013» в интернете появились первые публичные снимки с флагом организации «Донецкая республика», сделанные во время форума.
В 2014 году Форум «Селигер 2014» был юбилейным, была изменена символика и его формат. Форум состоял из 4-х самостоятельных форумов (заездов). (Первый и второй заезд — Форум молодёжных проектов, Третий заезд — Форум «Россия в центре», Четвёртый заезд — Гражданский форум. Состоящих из 25 смен — из которых 8 смен были проведены впервые: Духовные основы России, Молодые юристы России, Экономика будущего, Молодые дизайнеры и архитекторы, Русская правда, Молодёжное самоуправление, Библиотекарь будущего, Регионы России. Более 1200 представителей московских молодёжных организаций приняли участие в форуме.
Гостем форума «Селигер-2014» стал Президент РФ.

## Финансирование
Форум «Селигер» из бюджета Росмолодёжи и других источников в 2009 г. получил более 145 миллионов рублей, в 2010 г. — более 180 миллионов рублей, в 2011 г. — более 110 миллионов рублей; в 2012 г. форум получил из госбюджета более 280 миллионов рублей, в 2013 г. — около 250 миллионов рублей, а в 2014 г. — около 240 миллионов рублей.

## Критика
Форум критиковали туристы и местные жители за мусор, оставшийся после его проведения.
С 17 по 20 июня 2011 года в подмосковном Химкинскому лесу гражданские и эко-активисты провели альтернативный форум — «Антиселигер». По словам лидера движения Евгении Чириковой:

… это наш ответ на всяческие Селигеры, Народные фронты и прочее. На ту ложь, которая идет со стороны властей, на псевдонародные начинания. А в результате все это оказывается пустышкой и тратой денег.
Главный редактор радиостанции «Эхо Москвы» Алексей Венедиктов резко отрицательно отозвался о форуме «Селигер» за выставление там бутафорных голов различных деятелей на кольях:

Это место, на мой взгляд, на которое приличный человек до тех пор, пока руководство Росмолодёжи, организаторы лагеря Селигер, движение Сталь не принесут извинения тем, кого они так выставили, ноги моей там не будет. И более того… Да, это для них, может, не потеря, но это они меня позвали, а не я напросился. Более того, ну, омерзительно. Могу я не ходить по помойкам? Вот это, с моей точки зрения, помойка. Вот и все.